# Moncef Ben Abdallah
Moncef Ben Abdallah, né le 21 octobre 1946 à Tunis, est un homme politique tunisien.

## Biographie
En 1968, il est diplômé en mathématiques de l'université de Tunis et, en 1972, en ingénierie de l'École centrale Paris (Promotion 1972).
Ingénieur principal à la Société tunisienne de l'électricité et du gaz (STEG), il est nommé au cabinet du ministre de l'Économie nationale, comme chargé de mission en 1975, puis comme conseiller technique et comme chef de cabinet en 1977. Directeur de la participation et du développement à l'Entreprise tunisienne d'activités pétrolières, il rejoint en 1979 le ministère de l'Industrie, des Mines et de l'Énergie comme directeur de l'industrie puis chef de cabinet.
En octobre 1980, il devient PDG de l'Agence de promotion de l'industrie et de l'innovation. De décembre 1985 à août 1991, il est PDG de l'Agence nationale pour la maîtrise de l'énergie. En juin 1992, il est nommé PDG de la STEG.
En octobre 1997, Ben Abdallah est nommé ministre de l'Industrie, en remplacement de Slaheddine Bouguerra. Il occupe ce poste jusqu'au 25 août 2003, date à laquelle lui succède Fethi Merdassi.

## Vie privée
Il est marié et père de trois enfants.